# Право першої ночі
Право першої (шлюбної) ночі (лат. jus primae noctis, нім. Recht der ersten Nacht, Herrenrecht, фр. droit de cuissage, droit de prélibation) — право землевласників і феодалів після укладення шлюбу залежних селян провести першу ніч з нареченою, позбавляючи її цноти. У деяких випадках селянин мав право відкупитися від цього сплатою особливої податі. Така форма зґвалтування була поширена у Середні віки майже в усіх європейських країнах.

## Історія
Пережитки права першої ночі тривали до XIX століття. Як залишок групового шлюбу, воно навіть наприкінці XIX століття ще існувало у більшості жителів Аляски (Bankroft, «Nature Races», I, 181), у Таху в Північній Мексиці (ib., стор 584) та в деяких інших народів.
Навіть особи, що належали до духовенства, будучи й феодалами, широко користувалися цим правом, на що є багато вказівок у дослідника феномену Колена де Плансі, в його «Dictionnaire féodal» (П., 1826). Так, наприклад, канонікам собору Сен-Віктор в Марселі офіційно дозволялося користуватися правом шлюбної ночі щодо кріпосних дівчат. Де Плансі наводить факт продажу права першої ночі одним власником в Орлеані за 5 су, іншим феодалом — за 9 ½ су.
Право першої ночі залишило сліди в багатьох звичаях та обрядах, які надовго утримались у народі:
- Той факт, що у багатьох народів старший син був позбавлений спадщини (яка переходила до молодших), вказує на те, що його не вважали приналежним до родини.
- «Jungferzins» (подать невинності), що збереглася до останніх днів панування феодалізму, назвою свідчить, що з'явилася як пряме продовження jus primae noctis.
- Знаменний також обряд, за яким пан у день весілля своїх кріпаків після вінчання повинен був переступити через шлюбне ліжко або поставити на нього ногу.

### Вихід з ужитку
Коли право Першої ночі вийшло з ужитку та почало вважатися сексуальним насильством проти жінок, сказати важко, адже не у всіх країнах воно втрималося однаково довго.
Указ 1486 року, виданий Фердинандом католиком: «ми вважаємо і оголошуємо, що пани (сеньйори) не можуть також, коли селянин одружується, спати Першу ніч з його дружиною і на знак свого панування в шлюбну ніч, коли наречена лягла в ліжко, крокувати через ліжко і через згадану жінку, не можна також користуватися панові проти волі дочкою або сином селянина, за плату або без плати» (Цитовано у каталонському оригіналі в Зугенхайма: Sugenheim, «Geschichte der Aufhebung der Leibeigenschaft», СПб., 1861, стор 35).
У Франції, класичній країні феодалізму, ще в 1789 році були поодинокі випадки користування цим правом — щоправда, вони закінчилися для феодалів сумно. У п'єсі Бомарше «Весілля Фігаро» (1784), дія якої відбувається в сучасній автору Іспанії, граф Альмавіва особливою постановою відмовляється на честь своєї юної нареченої від цього права щодо своїх підданих.

## Версії походження
Щодо походження права першої ночі існують різні теорії.
- Наслідок рабства. Деякі, як Вольтер, бачать у ньому неминучий наслідок рабства: «той, хто може розпоряджатися іншою людиною, неначе твариною, і має волю над її життям, може так само легко спати з її дружиною». Інші пояснюють походження права першої ночі тим, що кріпаки могли одружуватися винятково з дозволу свого пана.
- Наслідок групового шлюбу. Попри суперечність версій, факт існування права першої ночі в різних країнах і в різних народів вказує на давніше походження цього звичаю. Бахофен, Морган, Енгельс бачать у праві першої ночі залишок групового шлюбу. В епоху, коли вже починала складатися парна сім'я, чоловіки ще зберігали право на всіх жінок свого племені. З поступовим розвитком культури коло людей, що мають право на жінок, ставало все меншим, здійснення цього права обмежувалось і в часі, та, врешті, звелося до шлюбної ночі, спочатку для всіх, потім (у середньовіччі) тільки для голови родини, жреця, воєначальника й сеньйора. За даними Фрідріха Енгельса, в багатьох народів друзі та родичі нареченого висували свої права щодо нареченої в шлюбну ніч, а наречений стояв аж у кінці цього ряду. Так було в давнину на Балеарах, у деяких африканських племен; досі звичай існує в Абісинії. У інших народів посадова особа, представник племені або роду — касік, шаман, жрець, князь — заступає місце суспільної групи і користується правом першої ночі.
- Наслідок сексуальних табу. Поява звичаю дефлорувати наречену чи дружину не нареченому/чоловіку, а іншому чоловікові (іноді — групі чоловіків послідовно) або навіть ритуальними предметами (за теорією З. Фрейда в «Тотемі і табу»), ймовірно, пов'язана зі страхом чоловіків пролиття крові при дефлорації. Вважалося, що даний акт пов'язаний з втратою великої кількості мани, і від того шкодить звичайній людині. Саме тому запрошували чаклуна або вождя.
- Наслідок патріархального гноблення жінок. Феміністська критика, теорія права та історія наголошує, що за будь-яких конкретних причин походження, право першої ночі, як і інші форми сексуального насильства над жінками, уможливилось системами владних нерівностей, контролю жіночої сексуальності, та сприйняття жінок як товару / власності чоловіків, характерними патріархатним суспільствам (тобто більшості суспільств).

## Контроверсія
Деякі сучасні історики вважають, що право першої ночі на практиці майже не застосовувалося. Деякі дослідники (Шмідт) абсолютно відкидають існування такого звичаю як правомірного явища. Більшість істориків наводить безліч фактів, що свідчать про незаперечне існування «права першої ночі».